# Zagubiony Batalion
Zagubiony Batalion – nazwa nadana dziewięciu kompaniom z amerykańskiej 77 Dywizji Piechoty, liczącym około 553 żołnierzy, okrążonym przez siły niemieckie na froncie zachodnim I wojny światowej, podczas ofensywy w Lesie Argońskim w październiku 1918 roku. Wszyscy byli podkomendnymi majora Charlesa White’a Whittleseya.
2 października 77 Dywizja szybko wdarła się w głąb Lasu Argońskiego z przekonaniem, że atakujące z lewej siły francuskie i atakujące z prawej dwie jednostki amerykańskie kontynuują natarcie. Jednak francuskie natarcie zostało odparte. Bez tej wiedzy Whittlesey kontynuował atak wdzierając się coraz głębiej i głębiej na teren nieprzyjaciela, przez co w końcu został kompletnie odcięty od reszty sił własnych. Przez następnych sześć dni ponoszący ciężkie straty żołnierze, zostali zmuszeni do odparcia kilku ataków nieprzyjaciela, który postrzegał ich jako zagrożenie dla całej ich linii.
Batalion miał duże trudności. Brakowało jedzenia, a woda była przeznaczona tylko dla tych odważnych, którzy zdecydowali się przeczołgać do pobliskiego strumienia. Kończyła się amunicja, a na dodatek był cały czas ostrzeliwany przez własną artylerię. Było to wynikiem tego, że jeden z wysłanych jako ostatni środek ratunku gołębi pocztowych 4 października dostarczył złe koordynaty celu. Gońcy wysłani przez Whittleseya zostali zabici bądź pojmani przez wrogie patrole. Batalion ocalił inny gołąb, zwany Cher Ami, który dostarczył poniższą wiadomość:

Jesteśmy wzdłuż drogi równoległej 276.4. Nasza własna artyleria prowadzi ogień wprost na naszą pozycję. Na litość boską przestańcie.

Prawdopodobnie 197 żołnierzy amerykańskich zostało zabitych, a 150 uznaje się za zaginionych, bądź wziętych do niewoli. 194 ludzi przełamało niemieckie linie i wydostało się z okrążenia.

## Kultura masowa
W 2001 roku powstał film Zaginiony batalion w reżyserii Russella Mulcahy’ego. W 2016 roku szwedzki zespół Sabaton wydał album The Last Stand – inspiracją dla piosenki „The Lost Battalion” z tego albumu była historia Zagubionego Batalionu.